# 松山バレエ団
松山バレエ団（まつやまバレエだん）は、1948年に、日劇のバレリーナであった松山樹子と、彼女のファンであり、当時内務省の役人であった清水正夫（東京大学大学院修了/日本大学卒業）によって、東京・青山の幼稚園を借りて設立されたバレエ団。
所在地は東京都港区、正式名称を「公益財団法人松山バレエ団」という。総代表・清水哲太郎は、清水正夫と名誉芸術監督・松山樹子の長男。また、団長・森下洋子は清水哲太郎の妻。

## レパートリー
- 新・白鳥の湖（演出・振付：清水哲太郎）
- くるみ割り人形（演出・振付：清水哲太郎）
- 眠れる森の美女（演出・振付：ルドルフ・ヌレエフ）
- ドン・キホーテ（演出・振付：ルドルフ・ヌレエフ）
- コッペリア（演出・振付：清水哲太郎・外崎芳昭）
- ジゼル（演出・振付：清水哲太郎・外崎芳昭）
- シンデレラ（演出・振付：清水哲太郎）
- ロミオとジュリエット（演出・振付：清水哲太郎）
- アレテー（演出・振付：清水哲太郎）
- マンダラ（演出・振付：清水哲太郎）
- 新「白毛女」（演出・振付：清水哲太郎）

## 略歴
- 1948年（昭和23年） 清水正夫、松山樹子によって創立
- 1953年（昭和28年） 『白狐の湯』初演
- 1955年（昭和30年） 『白毛女』初演
- 1957年（昭和32年） 『バフチサライの泉』初演
- 1958年（昭和33年） 第1回訪中公演
- 1960年（昭和35年） 『白鳥の湖』初演
- 1963年（昭和38年） 『祇園祭』初演
- 1974年（昭和49年）  ヴァルナ国際バレエコンクール金賞（森下）、銅賞（清水）
- 1985年（昭和60年） ギリシャ・イギリス公演
- 1988年（昭和63年） イギリス、エディンバラ・インターナショナル・フェスティバル参加（『ジゼル』、『マンダラ』）
- 1989年（平成元年） 財団法人となる
- 1991年（平成3年） アメリカ（ニューヨーク、ワシントン）公演（『マンダラ』『ジゼル』）
- 1992年（平成4年） 日中国交正常化20周年記念（北京・上海にて『くるみ割り人形』『シンデレラ』）
- 1993年（平成5年） 創立45周年記念公演『グラン・ガラ』
- 1994年（平成6年） 新演出『白鳥の湖』初演
- 1997年（平成9年） 創立50周年記念
- 2003年（平成15年） 松山バレエ団創立55周年/日中平和友好条約締結25周年記念公演 新『白鳥の湖』（北京･上海）
- 2006年（平成18年） 森下洋子 舞踊歴55年
- 2008年（平成20年） 創立60周年
- 2021年（令和3年）　創立者 松山樹子 死去[1] 98歳没

## 主な受賞歴
- 1957年 文部大臣奨励賞（「バフチサライの泉」）：松山バレエ団
- 1959年 平和文化賞（「白毛女」）：松山樹子
- 1961年 文部大臣奨励賞（「オセロ」）：松山バレエ団
- 1963年 文部大臣奨励賞（「祇園祭」）：松山樹子
- 1964年 舞踊ペンクラブ賞：松山樹子
- 1969年 第1回舞踊批評家協会賞：森下洋子
- 1970年 芸術選奨文部大臣新人賞：森下洋子、第2回舞踊批評家協会賞：森下洋子
- 1974年 ヴァルナ国際バレエコンクール金賞：森下洋子、ヴァルナ国際バレエコンクール銅賞：清水哲太郎
- 1975年 文化庁芸術祭大賞（「白鳥の湖」）：森下洋子
- 1976年 橘秋子賞優秀賞：森下洋子、石井漠賞：大胡しづ子
- 1977年 文化庁芸術祭大賞（「ジゼル」）：清水哲太郎/森下洋子、第9回舞踊批評家協会賞（「ドン・キホーテ」他）：清水哲太郎/森下洋子、 芸術選奨文部大臣賞：森下洋子
- 1978年 芸術選奨文部大臣賞：清水哲太郎
- 1979年 橘秋子特別賞：松山樹子、 ジャクソン国際バレエコンクール銅賞：安達悦子
- 1980年 第11回舞踊批評家協会賞：松山バレエ団、東京新聞舞踊芸術賞：松山樹子、文化庁芸術祭大賞（「ロミオとジュリエット」）：清水哲太郎
- 1981年 橘秋子優秀賞：清水哲太郎
- 1982年 毎日芸術賞：森下洋子
- 1983年 ローザンヌ国際バレエコンクール/ローザンヌ賞：吉田都
- 1984年 ローザンヌ国際バレエコンクール/ローザンヌ賞：平元久美、都民文化栄誉章：森下洋子、芸術選奨文部大臣賞：松山バレエ団
- 1985年 第16回舞踊批評家協会賞：松山バレエ団、第1回服部智恵子賞：森下洋子、日本芸術院賞：森下洋子、東京新聞舞踊芸術賞：森下洋子、婦人関係功労者内閣総理大臣賞：森下洋子、紫綬褒章：松山樹子、ローレンス・オリヴィエ賞：森下洋子、文化庁芸術祭賞（「ドンキホーテ」ヌレエフ）：松山バレエ団
- 1986年 第17回舞踊批評家協会賞：清水哲太郎/森下洋子、邦人舞踊作品ベスト3（「ディベロップメント」）：清水哲太郎
- 1987年 第3回服部智恵子賞：清水哲太郎、橘秋子賞/助演優秀賞：外崎芳昭、第18回舞踊批評家協会賞：清水哲太郎、民音芸術賞：清水正夫、文化庁芸術祭賞（「新当麻曼荼羅」）：松山バレエ団、邦人舞踊作品ベスト3（「新当麻曼荼羅」）：清水哲太郎、村松賞：貞松正一郎
- 1988年 第19回舞踊批評家協会賞（「新当麻曼荼羅」）：松山バレエ団、第10回ニムラ舞踊賞：清水哲太郎
- 1989年 第20回舞踊批評家協会賞：松山バレエ団、ローザンヌ国際バレエコンクール/プロフェッショナル賞：橋本美奈子、村松賞大賞：倉田浩子、日本芸能実演家団体協議会芸能功労者表彰：松山樹子、第2回グローバル賞/森下洋子・清水哲太郎賞：吉田都、橘秋子賞/特別賞：清水哲太郎、第2回村松賞：平元久美
- 1990年 朝日賞：森下洋子、第21回舞踊批評家協会賞：松山バレエ団、日本顕彰特別表彰：森下洋子、文化庁芸術祭賞（「シンデレラ」）：松山バレエ団、第3回村松賞：山川晶子
- 1991年 橘秋子賞/助演優秀賞：朶まゆみ
- 1992年 第24回舞踊批評家協会賞：松山バレエ団
- 1994年 外務大臣賞：森下洋子、勲四等宝冠章：松山樹子
- 1995年 第7回村松賞：佐藤明美、第26回舞踊批評家協会賞：松山樹子
- 1996年 第27回舞踊批評家協会賞：森下洋子、広島ホームテレビ文化・スポーツ賞：森下洋子
- 1997年 第28回舞踊批評家協会賞：森下洋子、第28回舞踊批評家協会賞/新人賞：佐藤明美、橘秋子賞/特別賞：森下洋子、文化功労者：森下洋子、邦人舞踊作品ベスト3（「バレエ・バレエ・バレエ」）：清水哲太郎
- 1998年 第29回舞踊批評家協会賞：森下洋子/松山バレエ団
- 1999年 第30回舞踊批評家協会賞：森下洋子
- 2000年 第31回舞踊批評家協会賞：森下洋子、橘秋子賞/助演優秀賞：金田和洋、東京新聞舞踊芸術賞：清水哲太郎
- 2001年 第32回舞踊批評家協会賞：森下洋子
- 2002年 第33回舞踊批評家協会賞：森下洋子
- 2003年 第34回舞踊批評家協会賞：森下洋子
- 2004年 第35回舞踊批評家協会賞：森下洋子、文化交流貢献賞：清水正夫、松山樹子
- 2005年 紫綬褒章：清水哲太郎
- 2006年 第37回舞踊批評家協会賞：森下洋子
- 2012年 第24回高松宮殿下記念世界文化賞：森下洋子

## 現役団員
- 森下洋子
- 清水哲太郎
- 倉田浩子
- 山川晶子
- 平元久美
- 佐藤明美
- 垰田慎太郎

## 在籍した事のある団員
- 吉田都
- 宮本亜門
- 大園エリカ
- 安達悦子
- 床嶋佳子
- 真田かすみ
- 刑部星矢

## バレエ学校（含、支部）に在籍している(いた)有名人
- 舞風りら
- 風花舞
- 平原綾香
- 辺見えみり
- 真壁京子
- 一色紗英
- 千野志麻
- 都月みあ
- 神田うの
- 後呂有紗
- 下村彩里
- 榊原美紅

## 稽古場
東京都港区南青山にある「Museion（ムーセイオン）」という名称の稽古場である。Museionとは、ギリシャ神話に出てくる、学問と芸術を司る9人の女神であるムーサ（ミューズ）の霊感を受けた知性に関する土地のことを指す。
基本内装は白壁と鏡張りであり、各稽古場には女神の名前が付けられて、カリオペ、タレイア、クレイオ、エウテルペー、メルポメネー、ウーラニア、エラトー、ポリュヒュムニア、テルプシコラーとなっている。中でもテルプシコラーは舞踏、合唱の神ということもあり、稽古場の中でも主要な大稽古場になっていて、この部屋だけは黒の壁と鏡張りになっている。

## 松山バレエ学校
本校をはじめ多くの支部を持つ。運営母体は財団法人ではなく、株式会社ザ・ジャパン・バレエである。
<<支部/関連スタジオ>>
- 本校
- 横浜校
- 大宮校
- 国分寺校
- 狛江校
- 我孫子校
- 横浜国際校
- 番町・麹町校
- 湘南・鎌倉校
- 北京校
- 自由が丘支部
- 堀切支部
- 三鷹支部
- 町田山ゆり支部
- 町田支部
- 洋光台支部
- 川口支部
- 江東支部
- しいのみバレエスタジオ
- 横須賀支部
- ひばりヶ丘教室
- 荒川支部
- 松戸支部
- 東大和バレエ・スタジオ
- 三宿支部
- 銀座支部
- 市ヶ尾支部
- 落合スタジオ
- 東急セミナーBE渋谷
- 淡島幼稚園教室
- 津田沼支部
- ジェクサー・戸田公園
- 大崎支部
- 玉川学園アート・ステップス教室
- 浦和支部
- 沼津バレエ学園
- 福岡支部
- 山村バレエ・スクール
- 福岡南支部
- 熊本支部
- 福島白河支部
- 京都支部
- 越谷支部

## 松山バレエ団と日中友好運動
松山バレエ団は白毛女の舞台化に尽力したことでも知られる。白毛女の舞台化は中国でも高く評価され、日中友好運動において重要な貢献をはたした。
文化大革命期においても松山バレエ団はたびたび訪中し、日中友好につとめた。このため清水正夫らは日本共産党から批判された。

## 関連文献
- 清水正夫『バレエ白毛女はるかな旅をゆく』（講談社）
- 宮森繁『実録・中国「文革」礼賛者たちの節操 』（新日本出版社）